# Ementaler
Ementaler, Emmental ili Emmentaler (njem. Emmentaler) je polutvrdi sir, koji izvorno potiče iz doline Emmental u švicarskom kantonu Bern, a danas se njegove različite varijante proizvode širom svijeta. Sadrži 45% masnoće.
Ementaler je polutvrdi sir, žute boje s karakterističnim rupama. Posjeduje pikantan, ali ne oštar okus. Za proizvodnju ementalera koriste se tri vrste bakterija: Streptococcus thermophilus, Lactobacillus i Propionibacter shermani. U kasnijoj fazi proizvodnje sira, P. shermani troši mliječnu kiselinu proizvedenu od strane drugih bakterija i oslobađa ugljikov dioksid koji se skuplja u balončićima i tako nastaju karakteristične rupe u siru.